# Близнюки (шаблон проєктування)
Близнюки — патерн проєктування, що дозволяє імітувати множинне наслідування у мовах програмування, які цього не підтримують.

## Опис
Нехай дано два класи, які потрібно успадкувати
```
public
 
class
 
ListBox

{

	
public
 
virtual
 
void
 
Render
()

	
{

		
System
.
Console
.
WriteLine
(
"Render list box"
);

	
}

}

public
 
class
 
UserCollection

{

	
public
 
virtual
 
void
 
GetUsers
()

	
{

		
System
.
Console
.
WriteLine
(
"Return collection of users"
);

	
}

}

```

Тоді у батьківському класі реалізуємо класи спадкоємці як внутрішні класи:
```
public
 
class
 
UserListBox

{

	
private
 
readonly
 
string
 
_callerName
 
=
 
"UserListBox"
;

	
// батьківський клас містить посилання на кожного із нащадків

	
private
 
readonly
 
InnerUserCollection
 
_userCollection
;

	
public
 
UserListBox
()

	
{

		
_userCollection
 
=
 
new
 
InnerUserCollection
(
this
);

	
}

	
// батьківський клас реалізовує поведінку всіх класів, що наслідує

	
public
 
static
 
implicit
 
operator
 
UserCollection
(
UserListBox
 
userListBox
)
 
=>
 
userListBox
.
_userCollection
;

	
private
 
class
 
InnerUserCollection
 
:
 
UserCollection

	
{

		
// кожний спадкоємець містить посилання на батьківський клас

		
private
 
readonly
 
UserListBox
 
_parent
;

		
public
 
InnerUserCollection
(
UserListBox
 
parent
)

		
{

			
this
.
_parent
 
=
 
parent
;

		
}

		
public
 
override
 
void
 
GetUsers
()

		
{

			
// доступ до приватних членів батьківського класу

			
System
.
Console
.
WriteLine
(
_parent
.
_callerName
);

			
base
.
GetUsers
();

		
}

	
}

}

```

## Див.також
- Шаблони проєктування програмного забезпечення
- Об’єктно-орієнтоване програмування